# Az igazi Prue (Bűbájos boszorkák)

## Cselekmény
|  | Alább a cselekmény részletei következnek! |

A Hadak urainak szimbóluma egy kristálykard. A klán természetfölötti harcosokból áll, akik az idő kezdete óta léteznek, céljuk háborút szítani. Húsból és vérből vannak, és míg náluk a kard sebezhetetlenek. Ám aki a klánból kegyvesztett lesz, vissza kell lopnia a képességeit. Gabriel, a kegyvesztett hadúr is vissza akarja szerezni a hatalmát. Ehhez szüksége van egy elsőszülött boszorka erejére, így Prue élete Veszélyben van. Csak úgy győzhetik le, ha saját kristálykardjával ölik meg. Azonban ehhez meg kell sokszorozniuk erejüket.